# مرکز پزشکی هیلل یافا
مرکز پزشکی هیلل یافا (به لاتین: Hillel Yaffe Medical Center) یک بیمارستان در اسرائیل است که در خدرا واقع شده است.